# 50. Infanterie-Brigade (2. Großherzoglich Hessische)
50. Infanterie-Brigade (2. Großherzoglich Hessische) war ein Großverband der Preußischen Armee.

## Geschichte
Am 7. April 1867 wurde infolge der Militärkonvention mit Preußen aus der 2. Infanterie-Brigade der Großherzoglich Hessischen Armee die 50. Infanterie-Brigade mit Stab in Darmstadt gebildet. Ihr waren 3. und 4. Infanterie-Regiment sowie das Leib-Jäger-Bataillon unterstellt.
1868 folgte mit der Neugliederung der Landwehr-Bezirks-Einteilung die Umstrukturierung der Brigade. Dieser wurde das 2. Großherzogliches Hessisches Landwehr-Regiment Nr. 116 mit dem Landwehr-Bataillon 2. Darmstadt, Landwehr-Bataillon Mainz und Landwehr-Bataillon Worms zugeteilt. Mit der Neuordnung der Großherzoglich-Hessischen Landwehr zum Jahresbeginn 1872 wurden die Landwehr-Regimenter auf 2. Bataillone verringert.
Mit dem Ausbruch des Deutsch-Französischen Krieges im Sommer 1870 stießen die Soldaten der 50. Infanterie-Brigade gemäß dem Divisionsbefehl westwärts vor und bewährten sich am 16. August 1870 in der Schlacht bei Mars-la-Tour. Nach weiteren Schlachten und Gefechten gelang es den deutschen Truppen mit der Belagerung von Metz, dort die Französische Armee zur Kapitulation zu zwingen. Dabei stand die Brigade unter dem Befehl von Oberst Ludwig von Lyncker.
Nach der weiteren Militärkonvention vom 13. Juni 1871 traten die Großherzoglich Hessischen Militäreinheiten zum 1. Januar 1872 in den Verband der Preußischen Armee über. Ab diesem Zeitpunkt führte der Großverband die Bezeichnung 50. Infanterie-Brigade (2. Großherzoglich Hessische).
1897 wurde der Standort der Garnison von Darmstadt nach Mainz verlegt.

### Erster Weltkrieg
Mit der Mobilmachung musste die Brigade im August 1914 das Brigade-Ersatz-Bataillon 50 aufstellen und rückte mit Beginn des Krieges nach Westen vor und lieferte sich am 20. August 1914 bei Longlier in Belgien ein Gefecht  und war zwei Tage später an der Schlacht an der Maas beteiligt. Im späteren Verlauf der Kämpfe rückte die Brigade zur Marne vor, wo vom 6. bis zum 12. September 1914 die Schlacht an der Marne geschlagen wurde.
Am 7. März 1915 wurde die Brigade aufgelöst.

### Übergeordnete Einheiten 1867–1914

#### 1867–1871
- Großherzoglich Hessische (25.) Division in Darmstadt[7]

#### 1872–1899
- XI. Armee-Korps
- Großherzoglich Hessische (25.) Division

#### 1899–1914
- XVIII. Armee-Korps
- Großherzoglich Hessische (25.) Division

#### Bis 7. März 1915
- 25. Infanterie-Division

### Norddeutscher Bund 1868
- 3. Infanterie-Regiment (Leib-Regiment) in Darmstadt
- 4. Infanterie-Regiment (Regiment Prinz Carl) in Darmstadt
- 2. Jäger-Bataillon Lych

### 1872–1889
- Infanterie-Leibregiment Großherzogin (3. Großherzoglich Hessisches) Nr. 117
- Infanterie-Regiment Prinz Carl (4. Großherzoglich Hessisches) Nr. 118
- 3. Großherzoglich Hessisches Landwehr-Regiment Nr. 117
- 4. Großherzoglich Hessisches Landwehr-Regiment Nr. 118

### 1889–1914
- Infanterie-Leibregiment Großherzogin (3. Großherzoglich Hessisches) Nr. 117
- Infanterie-Regiment Prinz Carl (4. Großherzoglich Hessisches) Nr. 118

### Kriegsgliederung vom 2. bis 17. August 1914
- Infanterie-Leibregiment Großherzogin (3. Großherzoglich Hessisches) Nr. 117
- Infanterie-Regiment Prinz Carl (4. Großherzoglich Hessisches) Nr. 118
- 1. Eskadron/Magdeburgisches Dragoner-Regiment Nr. 6

### Kommandeure
| Dienstgrad          | Name                                 | Datum                                                                 |
| ------------------- | ------------------------------------ | --------------------------------------------------------------------- |
| Oberst              | Friedrich Becker                     | 07. April bis 9. Juli 1867                                            |
| Oberst              | Adolf Kehrer                         | 10. Juli 1867 bis 30. Mai 1868                                        |
| preuß. Generalmajor | Ludwig von Wittich                   | 01. Juni 1868 bis 28. Februar 1870 (mit der Führung beauftragt)       |
| preuß. Generalmajor | Ludwig von Wittich                   | 01. März bis 18. Juli 1870 (mit der Führung der Geschäfte beauftragt) |
| Oberst              | Ludwig von Lyncker                   | 19. Juli 1870 bis 21. März 1873 (mit der Führung beauftragt)          |
| Generalmajor        | Ludwig von Lyncker                   | 22. März 1873 bis 31. Oktober 1879                                    |
| Generalmajor        | Botho von Wussow                     | 01. November 1879 bis 3. November 1883                                |
| Oberst              | Hans von Werder                      | 04. November bis 5. Dezember 1883 (mit der Führung beauftragt)        |
| Generalmajor        | Hans von Werder                      | 06. Dezember 1883 bis 9. Juli 1888                                    |
| Oberst              | Moritz von Kunowski                  | 10. Juli bis 1. August 1888 (mit der Führung beauftragt)              |
| Generalmajor        | Moritz von Kunowski                  | 02. August 1888 bis 12. August 1889                                   |
| Generalmajor        | Oskar Lademann                       | 13. August 1889 bis 16. Mai 1892                                      |
| Generalmajor        | Heinrich von Igel                    | 17. Mai 1892 bis 17. August 1894                                      |
| Oberst              | Ulrich von Bismarck                  | 18. August bis 11. September 1894 (mit der Führung beauftragt)        |
| Generalmajor        | Ulrich von Bismarck                  | 12. September 1894 bis 26. Oktober 1897                               |
| Oberst              | Hippolyt von Buddenbrock-Hettersdorf | 02. November 1897 bis 14. Juni 1898 (mit der Führung beauftragt)      |
| Generalmajor        | Hippolyt von Buddenbrock-Hettersdorf | 15. Juni 1898 bis 17. Mai 1901                                        |
| Generalmajor        | Hermann von Viebahn                  | 18. Mai 1901 bis 21. März 1903                                        |
| Oberst              | Ferdinand von Ledebur                | 01. bis 17. April 1903 (mit der Führung beauftragt)                   |
| Generalmajor        | Ferdinand von Ledebur                | 18. April 1903 bis                                                    |
| Oberst              | Arthur Dietlein                      | 20. März bis 9. April 1906 (mit der Führung beauftragt)               |
| Generalmajor        | Arthur von Dietlein                  | 10. April 1906 bis 16. Dezember 1908                                  |
| Oberst              | Benno von Grumbkow                   | 17. Dezember 1908 bis 26. Januar 1909 (mit der Führung beauftragt)    |
| Generalmajor        | Benno von Grumbkow                   | 27. Januar 1909 bis 20. April 1911                                    |
| Generalmajor        | Johannes Franke                      | 21. April 1911 bis 26. Juni 1913                                      |
| Generalmajor        | Dietrich von Speßhardt               | 27. Juni 1913 bis 7. März 1915                                        |
| Generalmajor        | Hermann von Bassewitz                | 0Januar bis 20. Mai 1919                                              |